# Formation de classes
En mathématiques, une formation de classes est une structure utilisée pour organiser les divers groupes de Galois et les modules qui apparaissent dans la théorie des corps de classes. Ils ont été inventées par Emil Artin et John Tate.
Plus précisément, c'est la donnée d'un groupe, agissant sur un certain module, le tout vérifiant une certaine axiomatique, principalement exprimée d'un point de vue cohomologique. Le but de cette notion est d'axiomatiser la théorie des corps de classes, indépendamment des divers contextes où on souhaite obtenir ses énoncés : corps fini ou infini, global ou local, de caractéristique nulle ou positive. Le groupe considéré étant alors le groupe de Galois absolu du corps considéré, et le module étant le groupe multiplicatif de la clôture séparable de ce même corps.

## Définitions

### Formation
La donnée d'un groupe de Galois absolu d'un corps local, de ses sous-groupes d'indice fini, et de l'action de ce groupe sur le groupe multiplicatif de la clôture séparable du corps considéré (la clôture algébrique dans le cas d'un corps de nombres p-adiques, puisque le fait d'être en caractéristique 0 assure la séparabilité), est l'exemple classique de formation, celui à partir duquel l'axiomatique a été bâtie. Dans le paragraphe qui suit, on indique entre parenthèses l'interprétation dans cet exemple des diverses propriétés requises.
Une formation est un groupe topologique G avec un G-module (en) topologique A.
Le groupe G est donné muni d'une famille de sous-groupes d'indices finis (destinés à correspondre aux extensions séparables finies du corps considéré via la correspondance de Galois), dont on suppose qu'elle est stable par intersection finie (un compositum fini d'extensions finies est une extension finie), que tout sous-groupe contenant un élément de la famille est dans la famille (toute sous-extension d'une extension finie est finie), et qu'elle est globalement stable par conjugaison par des éléments de G (l'image par l'action d'un élément du groupe de Galois absolu d'une extension finie, non nécessairement galoisienne, est à nouveau une extension finie).
On se donne ensuite un G-module A, et on stipule la condition suivante sur l'action de G sur A : pour tout point a de A, l'ensemble des transformations de G qui laissent a fixe est un élément de la famille de sous-groupes qu'on s'est fixée (l'extension engendrée par un élément est une extension finie).
La donnée de G, de la famille de sous-groupes, et du module A, vérifiant ces conditions est appelée « formation ».

### Étage et extension
Un étage F/E d'une formation est une paire de sous-groupes ouverts E, F tels que F est un sous-groupe de E. Toujours dans l'esprit de mimer la situation de notre exemple fondamental, on s'autorisera à parler d'extension ; dans ce sens, notons qu'alors que F est inclus dans E en tant que sous-groupe, on dit qu'en tant qu'extension, F est au contraire au-dessus de E, dans l'objectif de récupérer la décroissance de la correspondance de Galois. Une extension est appelée une extension normale ou extension galoisienne si F est un sous-groupe normal de E, et une extension cyclique si de plus, le groupe quotient est cyclique. Le degré de l'extension sera le cardinal du groupe quotient E/F. Si E est un sous-groupe de G, alors AE est défini comme étant les éléments de A fixés par E.
Nous écrivons
Hn(F/E)
pour le groupe de cohomologie de Tate (en) Hn(F/E, AF) toutes les fois que F/E est une extension normale. Dans les applications, G est habituellement le groupe de Galois absolu, et en particulier est profini, et les sous-groupes ouverts par conséquent correspondent aux extensions finies du corps contenu dans une certaine clôture séparable.

### Formation de classes
Pour parler de formation de classes, on impose les conditions suivantes : pour toute extension galoisienne, {\displaystyle H^{1}(Gal(F/E),A_{F})=0}, ce qui est vrai dans notre exemple fondamental par le théorème 90 de Hilbert, d'une part ; si on ne s'impose que cette condition, on parlera parfois de formation de corps. On suppose d'autre part l'existence pour chaque extension abélienne F/E d'un morphisme de groupes :
{\displaystyle inv_{E}:H^{2}(Gal(F/E),A_{F})\rightarrow \mathbb {Q} /\mathbb {Z} }
injectif, à valeurs dans l'unique sous-groupe d'ordre [F:E] du groupe d'arrivée. Chaque groupe H2(F/E) est alors un groupe cyclique d'ordre [F:E]. L'antécédent du générateur canonique 1/[F:E] de Q/Z est appelé classe fondamentale, et noté uF/E : c'est un générateur de {\displaystyle H^{2}(Gal(F/E),A_{F})}. On demande enfin que soit vérifiée la propriété fonctorielle :
{\displaystyle inv_{E'}\circ Res_{E/E'}=[E':E]inv_{E}}
pour toute extension finie E'/E, où Res est l'application restriction apparaissant en cohomologie galoisienne ; ceci permet d'énoncer que la restriction d'une classe fondamentale est encore une classe fondamentale.
Dans l'exemple classique, ce morphisme est construit en considérant le groupe H2 comme un groupe de Brauer.[pas clair]

## Exemples de formations de classes
Les exemples les plus importants de formations de classes (classés grossièrement en ordre de difficulté) sont les suivants :
- Théorie des corps de classes archimédienne : le module A est le groupe des nombres complexes différents de zéro, et G est soit trivial, soit le groupe cyclique d'ordre 2 engendré par la conjugaison complexe.
- Corps finis : Le module A sont les entiers (avec une G-action triviale), et G est le groupe de Galois absolu d'un corps fini, qui est isomorphe à la complétion profinie des entiers.
- Théorie des corps de classes locale de caractéristique p > 0 : Le module A est une clôture algébrique séparable du corps des séries formelles de Laurent sur un corps fini, et G est le groupe de Galois.
- Théorie des corps de classes non-archimédienne de caractéristique 0 : Le module A est la clôture algébrique d'un corps de nombres p-adiques, et G est un groupe de Galois.
- Théorie des corps de classes globale de caractéristique p > 0 : Le module A est l'union des groupes des classes idéliques d'extensions finies séparables d'un certain corps de fonctions sur un corps fini, et G est le groupe de Galois.
- Théorie des corps de classes globale de caractéristique 0 : Le module A est l'union des groupes de classes idéliques de corps de nombres algébriques, et G est le groupe de Galois absolu du corps des nombres rationnels (ou d'un certain corps de nombres algébriques) agissant sur A.

Il est facile de vérifier la propriété de la formation de classes pour le cas du corps fini et pour le cas du corps local archimédien, mais les cas restants sont plus difficiles. La plupart du travail difficile de la théorie des corps de classes consiste à démontrer que ceux-ci sont en effet des formations de classes. Ceci est effectué en plusieurs étapes, comme cela est décrit dans les paragraphes suivants.

## L'application de réciprocité
Soit uF/E l'image réciproque de 1/[F:E] par l'application invE, c'est-à-dire une classe fondamentale. Le cup-produit par uF/E définit alors un isomorphisme entre {\displaystyle H^{-2}(Gal(F/E),\mathbb {Z} )} et {\displaystyle H^{0}(Gal(F/E),A_{F})} ; ceci est une conséquence du théorème de dualité cohomologique de Tate et Nakayama (de). Or, ce premier groupe s'identifie au plus grand quotient abélien de Gal(F/E), et le groupe d'arrivée à AE/NF/EAF. Cet isomorphisme est appelé isomorphisme de réciprocité : c'est l'isomorphisme de corps de classes.
Dans le cas de notre exemple, on retrouve bien l'isomorphisme de la théorie du corps de classes local.